# Marvel Zombies (seria)
Marvel Zombies – seria komiksów autorstwa Roberta Kirkmana (scenarzysta) i Seana Philipsa (rysownik). Seria zadebiutowała w 2006 roku nakładem wytwórni Marvel Comics. Opowiada ona historię uniwersum Marvela, które zostało zaatakowane przez niebezpieczny wirus zamieniający superbohaterów w grupkę wygłodniałych zombie. Obrońcy sprawiedliwości od tej chwili przestali stać po stronie ludzkości, widząc w nich łatwy cel do zaspokojenia swoich potrzeb.

## Tytuły w Serii
- Marvel Zombies
- Marvel Zombies 2
- Marvel Zombies vs Armia Ciemności
- Marvel Zombies 3
- Marvel Zombies 4
- Marvel Zombies 5
- Marvel Zombies Return
- Marvel Zombies Supreme

One Shooty
- Dead Days
- Evil Revolution

Opowieści o zombie składają się w jedną spójną historię (prócz mini-serii Marvel Zombies vs Armia Ciemności) dlatego powinny być czytane w kolejności: jako pierwsze one shooty "Dead Days" i "Evil Revolutnion" opowiadające w jaki sposób wirus, który zaraził superbohaterów dostał się na Ziemię, a następnie pierwszą, drugą serię oraz Marvel Zombies Return. Następnie serie trzecią, czwartą i piątą, które stanowią oddzielną historię.

## Opis fabuły
Za całą sytuację odpowiada tajemniczy błysk. Coś z zawrotną prędkością spadło z nieba i wszystko wskazywało na to, że postacie Marvela przestały istnieć. Ich ciała powoli zaczęły gnić i niektóre organy przestały funkcjonować, bohaterowie przestali odczuwać ból, a uczucia ludzkie stały im się obce. Doskwierał im jedynie głód – nigdy nie byli syci. Gdy na Ziemi zabrakło ludzi, których mogliby skonsumować, postanowili przedostać się do innego wymiaru za pomocą maszyny stworzonej przez Reeda Richardsa. Przeszkodził im w tym Magneto, który z nieznanych powodów nie zamienił się w bestię. Postanowił zniszczyć maszynę i zmierzyć się z nieumarłymi na Ziemi.

### Marvel Zombies
Wszystko komplikuje się, gdy na Ziemię przybywa Silver Surfer i wzywa Galactusa, aby ten pożarł planetę. Oczywiście byłym bohaterom pomysł ten nie przypadł do gustu, więc postanowili pokrzyżować mu plany. W międzyczasie okazuje się, że gdy jeden z potworów pożarł drugiego, przejął wszystkie jego umiejętności specjalne.

### Marvel Zombies 2
Bestie w poszukiwaniu jedzenia opuściły Ziemię, lecz po pewnym czasie postanowiły na nią powrócić z nadzieją, że zostało jeszcze coś, co mogłyby zjeść. Z kolei okazuje się, że na Ziemi przetrwała niewielka grupka ludzi, którzy utworzyli dość prymitywną społeczność. Niestety, nie poszczęściło im się, gdyż jeden ze zmutowanych bohaterów pozostał na Ziemi.

### Marvel Zombies vs Armia Ciemności
Do świata Marvel Zombies trafia Ash – bohater serii Armia Ciemności. Przechodząc pomiędzy wymiarami trafił na Ziemię kilka godzin przed zamianą postaci Marvela w okrutne bestie. Stara się ostrzec wszystkich superbohaterów przed tym, co się stanie i opowiedzieć historię swojego świata zaatakowanego przez tajemniczy wirus, jednak wszyscy uważają go za wariata i nie wierzą w to, co mówi. Po kilku godzinach nie ma żadnych wątpliwości – Ash mówił prawdę.

### Marvel Zombies 3
Ludzie wypowiedzieli wojnę mutantom, dzięki czemu zaczęli wypierać ich do niezaludnionych sfer. Jednak nie wszystkie zombie mają ochotę chować się gdzieś w podziemiach, część zombie mimo wszystko nadal bezkarnie chodzi po ulicach Nowego Jorku, gdzie wraz z Kingpinem urządza sobie krwawą jatkę na bezbronnych ludziach.

### Marvel Zombies 4
Synowie północy pod dowództwem ARMOR wyruszają w pogoń za zbiegłymi do innych światów zombie, aby pokonać do końca plagę niszczącą ziemię. W tym samym czasie Dormammu rozkazuje Hoodowi złapanie wirusa do własnych celów.

### Marvel Zombies 5
Analitycy z ARMOR współpracując z Machine Man postanawiają pozbierać próbki DNA ze wszystkich napotkanych zombie, aby odnaleźć lekarstwo na trawiącą cały glob Ziemię chorobę. Zombie z czasem zostają zidentyfikowane przez specjalistów i podzielone na specjalne kategorie. 

### Marvel Zombies Return
Spider-Man, Wolverine i Giant-Man zostają teleportowani do jednego z równoległych światów, który również zostaje trafiony przez tajemniczy pocisk przez co historia znana z pierwszych serii znów się powtarza jednak następuje coś dziwnego, na tym świecie możemy zaobserwować Iron Mana i Hulka walczących z nieumarłymi.

### Marvel Zombies Supreme
W odpowiedzi na tajemnicze połączenie alarmowe, Jill Harper i jej oddziały specjalne wyruszają do tajnego obiektu badawczego, gdzie odkrywają, iż niezrównoważony psychicznie genetyk stworzył zupełnie nowy typ zombie. Squadron Supreme z obrońców sprawiedliwości i utopijnych ideałów stał się grupką kanibali morderców z nienasyconym apetytem.

## Ciekawostki
- Na potrzeby komiksu powstała specjalna seria okładek stworzonych przez Arthura Suydama[2] nawiązujących do klasycznych okładek, różnych serii wydawnictwa Marvel. Każda z okładek została starannie dopracowana, aby każdy fan uniwersum Marvela mógł zauważyć zabiegi zastosowane na nich[3].
- Ciesząca się dużym zainteresowaniem seria nakłoniła twórców do wydania gadżetów z nią związanych np. figurek[4][5].
- Historia zombie odbiła swoje piętno, dzięki czemu sam pomysł został użyty również w innych komiksach Marvela m.in. w przygodach Spider-Mana (seria Wojna Domowa), Czarnej Pantery czy Deadpoola.